# Víctor Farías
Víctor Ernesto Farías Soto (* 4. Mai 1940 in Santiago de Chile) ist ein chilenischer Germanist und Publizist.

## Leben
Farías studierte Philosophie und Germanistik an der katholischen Universität seiner Heimatstadt und ging in den 1960er Jahren nach Freiburg. An der Albert-Ludwigs-Universität Freiburg absolvierte er am 30. November 1967 bei G. Schmidt und Bernhard Lakebrink seine Promotion über die Philosophie von Franz Brentano und kehrte anschließend in seine Heimat zurück. Als sich am 11. September 1973 Augusto Pinochet an der Spitze der Militärjunta an die Macht putschte, verließ Farías Chile und lehrte ab 1974 am Lateinamerika-Institut der Freien Universität Berlin.
Große mediale Aufmerksamkeit erhielten seine Bücher über den Philosophen Martin Heidegger sowie über die Sozialistische Partei Chiles und den sozialistischen Politiker Salvador Allende, in denen er jeweils unter anderem Vorwürfe der Nazisympathisantenschaft erhebt. Er bekam von einigen Medien dafür große Zustimmung, jedoch wurden von einigen anderen Autoren gegen seine Bücher Vorwürfe der einseitig-tendenziösen Argumentation und gezielter Fälschungen erhoben. Als Reaktion auf Farías Bücher gab z. B. die spanische Fundación Presidente Allende Originaldokumente über Allende im Internet frei, was die Fälschungsvorwürfe gegen Farías erhärtete.
Im Jahre 2010 lehrte er an der privaten Universidad Nacional Andrés Bello in Chile.

## Werke (Auswahl)
- Heidegger und der Nationalsozialismus („Heidegger y el nazismo“). Philo VG, Berlin 2003, ISBN 3-8257-0345-2.
- Die Nazis in Chile („Los nazis en Chile“). Philo VG, Berlin 2002, ISBN 3-8257-0298-7 (übers. von Kerstin Claussen).
- Salvador Allende. Antisemitismus und Euthanasie („Salvador Allende. Antisemitismo y eutanasia“). Philo VG, Berlin 2003, ISBN 3-8257-0341-X.
- Salvador Allende. El fin de un mito. Editorial Maye, Santiago de Chile 2006, ISBN 956-843306-6.
- Sein und Gegenstand. Der Gegenstand des Denkens als ontologisches Problem im Werk von Franz Brentano. Dissertation, Universität Freiburg/B. 1967.